# Глухово (Богданович)
Глухово — упразднённое в 1935 году село Сухоложского района Свердловской области России. Ныне территория бывшего села находится в Северном микрорайоне города Богданович муниципального образования «Городской округ Богданович».

## Название
Прежние названия — Глуховская, Глухая, Глухих, Глуховское, Аверино. По сведениям «Списка населенных мест Пермской губернии» (1875 года) деревня именовалась Глуховская (Глухая).

## География
Дома бывшего селения расположены вдоль берега реки Кунара на северо-западе города.

## История
10.05.1935 Постановлением ВЦИК [каким?] образован р.п. Богданович с включением в его состав: пос. и ж.д. ст. Богданович, пос. Богдановической МТС, селения Быков, Глухих, Аверина, поселки и промышленные площадки Тройбановского шамотного завода, мелькомбината и шпалопропиточного завода.

### XVIII век
В 1657−1658 годах Невьянский Спасо-Богоявленский монастырь царским указом получил право владеть землями по реке Пышме. Двор Невьянского монастыря показан на чертеже города Верхотурья (1699—1700 гг.) Семёна Ремезова находился в устье реки Кунары.
Фигурировавшая в документах, как монастырская деревня (заимка, пустошь), в переписных и отдаточных книгах 1703 и 1704 годов содержит в себе четыре населённых пункта: деревни Кекурская, Мельнишная, Кашина, Глухово, разбросанные по Кунаре от устья до нынешнего города Богданович. Эти топонимы появились в Верхотурских актах после передачи крестьян Невьянского монастыря заводам Никиты Демидова. Нет их и на чертеже Сибири Семёна Ремезова, составленном в 1699—1700 гг. Эти деревни, вероятно, и ранее входили в состав Невьянской заимки, как составные и безымянные её части.

### XIX век
В «Списке населенных мест Пермской губернии» (1875 года) по сведениям 1869 года деревня именовалась Глуховская (Глухая), состояла из 121 двора, входила в Камышловский уезд Пермской губернии. Имелась православная часовня.
Рядом на расстоянии одной версты находилась деревня Прищанова (Оверина).

## Население
По сведениям 1869 года число жителей — 338 мужского и 346 женского пола.

#### Перепись 1926 года
По данным переписи 1926 года на территории села Глухих (Глуховское, Аверино) проживало 1024 человека (489 — мужчин, 535 — женщин), по национальности: 1017 — русских, 7 — белорусов; число хозяйств — 221.

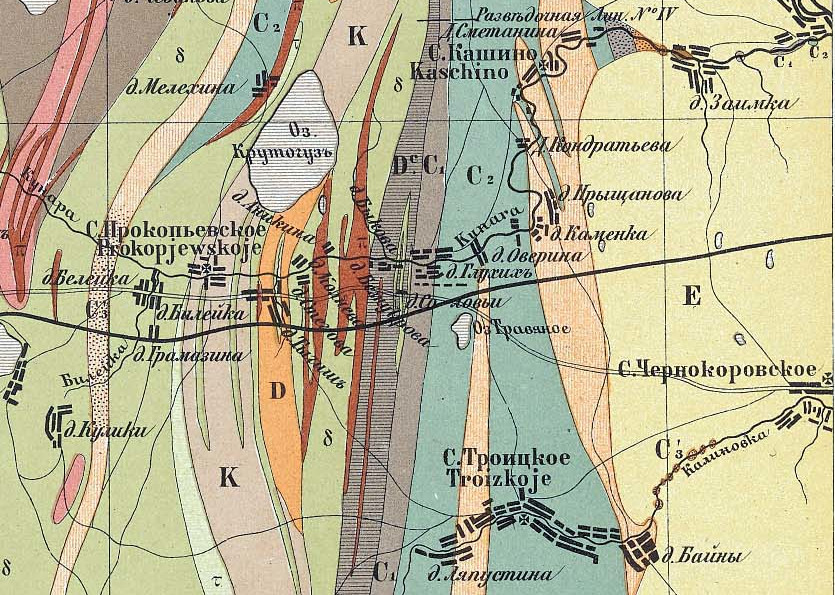
Деревня Глухих на геологической карте дачи Каменского завода (1884 г.)